# 2004年のラジオ (日本)
2004年のラジオ (日本)では、2004年の日本のラジオ番組、その他ラジオ界の動向について記す。

## 主なその他ラジオ関連の出来事
- 10月23日 - 17時56分、新潟県中越地震が発生。
  - NHKの全国放送では、17時58分より報道特別番組に切り替わった[1]。また、FM放送、FM文字多重放送で23日19時15分[2]から26日2時30分まで[3]断続的に個人の安否情報を放送した。
  - NHK新潟放送局のローカル放送では、まず、ラジオ第1放送にて、新潟県中越地震の被災地に関する生活情報を、概ね2時間おきに放送していた（平日：8:35頃 - 9:00、10:05頃 - 11:00、13:05頃 - 14:00、15:10頃 - 16:00、17:05頃 - 18:00、20:05頃 - 21:00、23:15頃 - 0:00の1日7回。土曜・休日は23時台の放送なし）。このため全国放送の番組が、一部時間帯において休止となった。また、10月30日14時から11月6日午前5時までの間、新潟放送局ではラジオ放送3波のうち、ラジオ第1放送とFM放送を同内容で放送する措置を執った（FM放送の定時番組は、以前から同時放送されるニュース、『ラジオ深夜便』を除き全面休止）。これは、被災地周辺ではAM放送の難聴取地域があること、夜間など特に外国局との混信が考えられることなどから、2波を使用することによって、より確実に震災関連情報を提供することを目的として実施されたものである。
  - 新潟放送ラジオでは、同社のテレビと同様に、18時過ぎから24日午前0時まで震災関連をCM抜きで6時間行った。
  - コミュニティFM局のFMながおかでは、この日15時まで放送されていた午後の生番組『SMILING ON SATURDAY みんな集まれ生放送!』のミキサー兼サブパーソナリティだった佐野護（2021年現在放送局長）が、番組の残務などの仕事を済ませ帰宅途中だったが、地震を受け急遽引き返し約10分後に到着、ヘルメットを被っての緊急放送を開始した。その最中にも震度5弱や5強の余震でスタジオを大きく揺さぶられながらも放送を続けた。その後、安否情報、営業店情報、生活情報を11月5日まで24時間体制で続け、11月6日 - 30日までは朝2時間・昼1時間・夕方2時間、12月1日 - 30日まで朝夕各1時間実施した。10月27日からはFMながおかの放送設備と周波数を活用して、臨時災害放送局「ながおかさいがいエフエム」が開設（免許人は長岡市。免許有効期間は、翌年の1月26日まで）。送信出力を通常の20Wから50Wに増力して、自社製作を行う7:00 - 20:00を災害情報番組に充てた。

## 開局
全てコミュニティーFM局のみ
- 4月1日  - FMコザ
- 4月18日 - 五日市コミュニティ放送（FMななみ）（2008年3月31日廃局）
- 5月28日 - エフエムちゃたん（後にFMニライに局名を変更）（2024年3月31日閉局）
- 6月6日 - かにかも放送（FMでんでん）（2010年10月31日廃局）
- 6月30日 - 多摩レイクサイドFM
- 10月3日 - BIPSC（RADIOワンダーストレージ FMドラマシティ）
- 10月24日 - エフエムもえる
- 11月6日 - ラジオふらの
- 12月4日 - 北九州シティFM（FM KITAQ）
- 12月12日 - ぷらざFM（FMわっしょい）

## 期間限定の臨時放送局の開設

### イベント放送局
- しずおか国際園芸博覧会（浜名湖花博）「FMのたね」（静岡県浜松市、JOYZ6AA-FM、VICSあり）
- 第54回つくみ港まつり（大分県津久見市、JOYZ0M-FM）
- つばさのまちフェスタ「りんくう花火の祭典」（大阪府泉佐野市、JOYZ7AF-FM）
- 萩開府400年記念「はぎイベントエフエム」（山口県萩市、JOYZ8AB-FM）

### 臨時災害放送局
いずれも、新潟県中越地震によるもの
- ながおかさいがいエフエム（FMながおかの放送設備・周波数を活用。10月27日 - 翌年（2005年）1月28日。）
- 十日町市災害FM局（10月28日 - 翌年（2005年）1月31日）

## 商号変更
- 10月1日
  - エフエムサウンド千葉→ベイエフエム
  - エフエム名古屋→ZIP-FM

## 開始番組

### 2004年3月放送開始
NHKラジオ第1放送
- 29日 - ときめきJAZZ喫茶
- 30日 - 歌謡ドラマ

NHK-FM放送
- 29日 - バロックの森

### 2004年4月放送開始
NHKラジオ第1放送
- 3日
  - きらり10代
  - かんさい土曜ほっとタイム

NHK-FM放送
- 3日 - クラシックだい好き

## 終了番組

### 2004年9月放送終了
大阪放送
- 24日 - 近鉄バファローズナイター